# Schweizer Leichtathletik-Hallenmeisterschaften 2017
Die 36. Schweizer Leichtathletik-Hallenmeisterschaften 2017 (auch: SM Halle Aktive, SM Halle Elite) (französisch Championnats suisses d’athlétisme en salle 2017) sowie die Schweizer Hallenmeisterschaft im Mehrkampf fanden am 18. und 19. Februar 2017 in der Sporthalle End der Welt in Magglingen statt.

## Frauen

### 60 m
| Platz | Athletin          | Zeit (s) |
| ----- | ----------------- | -------- |
| 1     | Mujinga Kambundji | 7,18 SB  |
| 2     | Sarah Atcho       | 7,34 PB  |
| 3     | Ajla Del Ponte    | 7,39     |

### 200 m
| Platz | Athletin       | Zeit (s) |
| ----- | -------------- | -------- |
| 1     | Léa Sprunger   | 22,98 PB |
| 2     | Sarah Atcho    | 23,51    |
| 3     | Ajla Del Ponte | 23,87    |

### 400 m
| Platz | Athletin           | Zeit (s) |
| ----- | ------------------ | -------- |
| 1     | Yasmin Giger       | 53,93 PB |
| 2     | Selina Büchel      | 54,28 PB |
| 3     | Vanessa Zimmermann | 54,48 PB |

### 800 m
| Platz | Athletin        | Zeit (min) |
| ----- | --------------- | ---------- |
| 1     | Delia Sclabas   | 2:06,64    |
| 2     | Lisa Kurmann    | 2:08,28 PB |
| 3     | Stefanie Barmet | 2:08,72 PB |

### 3000 m
| Platz | Athletin        | Zeit (min) |
| ----- | --------------- | ---------- |
| 1     | Sibylle Häring  | 9:47,58    |
| 2     | Chiara Scherrer | 9:49,85    |
| 3     | Nicole Egger    | 9:51,66    |

### 60 m Hürden (84,0)
| Platz | Athletin       | Zeit (s) |
| ----- | -------------- | -------- |
| 1     | Ellen Sprunger | 8,35 PB  |
| 2     | Annik Kälin    | 8,47     |
| 3     | Caroline Agnou | 8,54     |

### Hochsprung
| Platz | Athletin          | Höhe (m) |
| ----- | ----------------- | -------- |
| 1     | Livia Odermatt    | 1,80     |
| 2     | Janin von Arx     | 1,77 PB  |
| 3     | Deborah Vomsattel | 1,74     |

### Stabhochsprung
| Platz | Athletin         | Höhe (m) |
| ----- | ---------------- | -------- |
| 1     | Angelica Moser   | 4,37 SB  |
| 2     | Pascale Stöcklin | 4,10 SB  |
| 3     | Melanie Fasel    | 4,10 PB  |

### Weitsprung
| Platz | Athletin         | Weite (m) |
| ----- | ---------------- | --------- |
| 1     | Caroline Agnou   | 6,12 PB   |
| 2     | Annik Kälin      | 6,07      |
| 3     | Barbara Leuthard | 6,01 SB   |

### Dreisprung
| Platz | Athletin         | Weite (m) |
| ----- | ---------------- | --------- |
| 1     | Barbara Leuthard | 12,85     |
| 2     | Serena Raffi     | 12,43 PB  |
| 3     | Alina Tobler     | 12,17     |

### Kugel (4,00 kg)
| Platz | Athletin           | Weite (m) |
| ----- | ------------------ | --------- |
| 1     | Ásdís Hjálmsdóttir | 15,96     |
| 2     | Caroline Agnou     | 13,86     |
| 3     | Jasmin Lukas       | 13,61     |

## Männer

### 60 m
| Platz | Athlet                   | Zeit (s) |
| ----- | ------------------------ | -------- |
| 1     | Pascal Mancini           | 6,67     |
| 2     | Marie Jean-Yann De Grace | 6,77     |
| 3     | Sylvain Chuard           | 6,78 PB  |

### 200 m
| Platz | Athlet            | Zeit (s) |
| ----- | ----------------- | -------- |
| 1     | Jonas Werner      | 21,66 PB |
| 2     | Daniele Angelella | 21,83    |
| 3     | Yannick Moevi     | 22,03 PB |

### 400 m
| Platz | Athlet            | Zeit (s) |
| ----- | ----------------- | -------- |
| 1     | Luca Flück        | 47,21    |
| 2     | Ricky Petrucciani | 47,95    |
| 3     | Daniele Angelella | 48,33    |

### 800 m
| Platz | Athlet          | Zeit (min) |
| ----- | --------------- | ---------- |
| 1     | Hugo Santacruz  | 1:48,46 PB |
| 2     | Roland Christen | 1:50,48 SB |
| 3     | Arnaud Dupré    | 1:52,61 PB |

### 1500 m
| Platz | Athlet           | Zeit (min) |
| ----- | ---------------- | ---------- |
| 1     | Jan Hochstrasser | 3:54,08    |
| 2     | Marc Bill        | 3:56,31    |
| 3     | Jann Tscharner   | 3:57,10 PB |

### 3000 m
| Platz | Athlet          | Zeit (min) |
| ----- | --------------- | ---------- |
| 1     | Luca Noti       | 8:15,74    |
| 2     | Andreas Kempf   | 8:25,64 PB |
| 3     | Ilias Hernandez | 8:27,01 PB |

### 60 m Hürden (106,7)
| Platz | Athlet              | Zeit (s) |
| ----- | ------------------- | -------- |
| 1     | Jason Joseph        | 7,94 PB  |
| 2     | Tobias Furer        | 7,94     |
| 3     | Sales Junior Inglin | 8,11 PB  |

### Hochsprung
| Platz | Athlet         | Höhe (m) |
| ----- | -------------- | -------- |
| 1     | Roman Sieber   | 2,12 SB  |
| 2     | Vivien Streit  | 2,09 SB  |
| 3     | Quentin Pirlet | 2,06     |

### Stabhochsprung
| Platz | Athlet           | Höhe (m) |
| ----- | ---------------- | -------- |
| 1     | Dominik Alberto  | 5,53 PB  |
| 2     | Andri Oberholzer | 4,93 PB  |
| 3     | Reto Fahrni      | 4,83 SB  |
| 3     | Patrick Schütz   | 4,83     |

### Weitsprung
| Platz | Athlet              | Weite (m) |
| ----- | ------------------- | --------- |
| 1     | Christopher Ullmann | 7,88 PB   |
| 2     | Benjamin Gföhler    | 7,81 PB   |
| 3     | Jarod Biya          | 7,20      |

### Dreisprung
| Platz | Athlet       | Weite (m) |
| ----- | ------------ | --------- |
| 1     | Simon Sieber | 15,42 PB  |
| 2     | Nils Wicki   | 15,42 PB  |
| 3     | Roman Sieber | 14,37     |

### Kugel (7,26 kg)
| Platz | Athlet        | Weite (m) |
| ----- | ------------- | --------- |
| 1     | Gregori Ott   | 17,49     |
| 2     | Lars Meyer    | 14,48     |
| 3     | Thomas Bigler | 14,46     |